# Хон Гастаньяга
Хон Гастаньяга (ісп. Jon Gaztañaga, нар. 28 червня 1991, Андоайн) — іспанський футболіст, захисник клубу «Культураль Леонеса».
Виступав, зокрема, за клуби «Реал Сосьєдад Б», «Реал Сосьєдад» та АЕЛ, а також юнацьку збірну Іспанії.
Володар Кубка Кіпру.

## Клубна кар'єра
У дорослому футболі дебютував 2009 року виступами за команду «Реал Сосьєдад Б», у якій провів чотири сезони, взявши участь у 115 матчах чемпіонату.  Більшість часу, проведеного у складі другої команди «Реал Сосьєдада», був основним гравцем захисту команди.
Своєю грою за цю команду привернув увагу представників тренерського штабу клубу «Реал Сосьєдад», до складу якого приєднався 2013 року. Відіграв за клуб із Сан-Себастьяна наступні два сезони своєї ігрової кар'єри.
Згодом з 2015 по 2018 рік грав у складі команд «Понферрадіна», «Нумансія», «Реал Сосьєдад» та «Хімнастік».
У 2018 році уклав контракт з клубом АЕЛ, у складі якого провів наступні два роки своєї кар'єри гравця. 
Протягом 2020—2021 років захищав кольори клубу «Вііторул».
До складу клубу «Культураль Леонеса» приєднався 2021 року. Станом на 9 серпня 2022 року відіграв за клуб з Леона 27 матчів в національному чемпіонаті.

## Виступи за збірну
У 2008 році дебютував у складі юнацької збірної Іспанії (U-17), загалом на юнацькому рівні взяв участь у 7 іграх, відзначившись одним забитим голом.

## Титули і досягнення
- Володар Кубка Кіпру (1):

АЕЛ: 2018-2019
Збірні
- Чемпіон Європи (U-17) (1):

Іспанія U-17: 2008